# Katrin Schneeberger

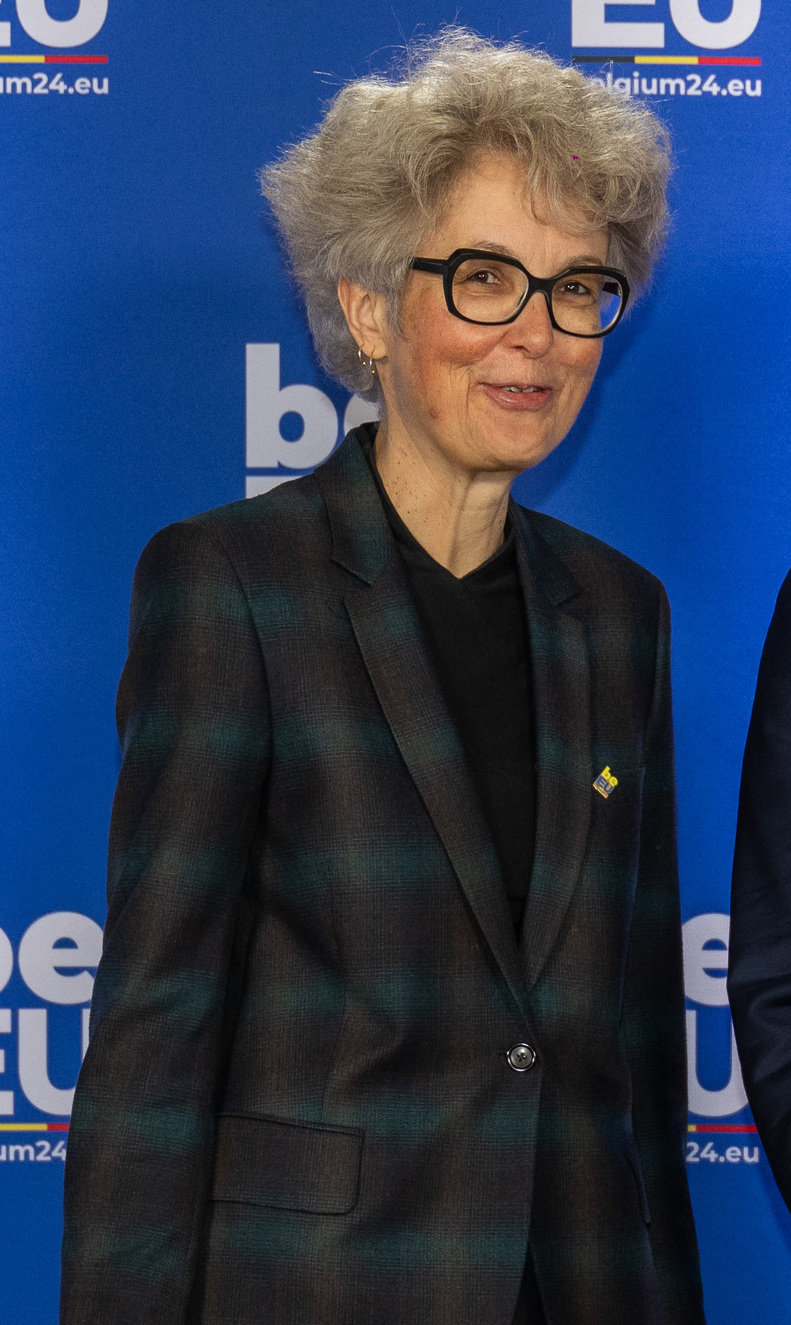
Katrin Schneeberger (2024)

Katrin Schneeberger (* 1967) ist eine Schweizer Wirtschaftsgeografin und Direktorin des schweizerischen Bundesamts für Umwelt (BAFU).

## Leben
Katrin Schneeberger absolvierte die Matura in Bern und studierte anschliessend physische und Humangeografie und Volkswirtschaft an der Universität Bern. Hier doktorierte sie im Jahr 2000 in Wirtschaftsgeografie und Regionalforschung zum Thema Arbeitsverhältnisse in der Hotellerie und Gastronomie in Luzern und in Gstaad. Diese Forschung führte sie während zwei Gastsemestern als Visiting Research Fellow an der Lancaster University in Grossbritannien weiter. Zu ihren wissenschaftlichen Tätigkeiten gehörte auch die Mitarbeit in zwei Forschungsprogrammen des Schweizerischen Nationalfonds (SNF), darunter im Projekt «Umweltinnovationen und regionaler Kontext» im Rahmen des Schwerpunktprogramms Umwelt (SPPU).
Danach wechselte sie in die öffentliche Verwaltung. Sie arbeitete zuerst acht Jahre als Vizedirektorin, dann als stellvertretende Direktorin des Bundesamts für Strassen ASTRA und leitete die Abteilung Direktionsgeschäfte. Weitere berufliche Stationen waren die Leitung des Fachbereichs Mobile Gesellschaft beim Zentrum für Technologiefolgen-Abschätzung (TA-Swiss) von 2002 bis 2005 und eine Arbeit als Generalsekretärin bei der Direktion für Tiefbau, Verkehr und Stadtgrün der Stadt Bern von 2005 bis 2012. In diesen Jahren absolvierte Katrin Schneeberger berufsbegleitend Weiterbildungen in den Bereichen Kommunikation und Führung.
Schneeberger übernahm das Amt als Direktorin des BAFU per 1. September 2020. Sie leitet die Amtsdirektion sowie die Abteilungen Kommunikation und Klima.
Katrin Schneeberger lebt in Bern.